# David Cryer
Donald David Cryer (Evanston, Illinois, 8 de março de 1936) é um veterano ator, cantor e produtor estadunidense.

## Carreira
Um dos fundadores do American Conservatory Theater de São Francisco que começou em Pittsburgh e no New York’s Mirror Repertory Theatre. Nos últimos anos, seu papel mais conhecido foi o de Firmin em O Fantasma da Ópera, que viveu por quase 19 anos na Broadway. Ele também atuou em Bernstein Mass, como o celebrante (incluindo no Metropolitan Opera e o John F. Kennedy Center for the Performing Arts) e mais performances como Juan Perón em Evita que qualquer outro ator. Cryer e sua primeira esposa, a compositora Gretchen Cryer, são os pais do ator Jon Cryer e sua irmã Robin Cryer Hyland. Com sua segunda esposa, a dançarina e atriz Britt Swanson, é pai de quatro filhos: Rachel, Daniel, Carolyn, e Bill. Ele tem oito netos.

## Filmografia
- Escape from Alcatraz (1979) - Wagner
- American Gigolo (1980) - Lt. Curtis
- New York Stories (1989) - Suit (segmento "Life Lessons")